# Walter Ott (Jurist)
Walter Bernhard Ott (* 21. Dezember 1942 in Zürich; † 18. März 2022 ebenda) war ein Schweizer Rechtswissenschaftler.

## Leben
Walter Ott studierte Rechtswissenschaften an der Universität Zürich. Nach der Promotion 1971 und Habilitation 1978 an der Universität Zürich wurde er dort 1982 zum Assistenzprofessor berufen, 1987 zum Extraordinarius und 1997 zum Ordinarius für Rechtsphilosophie, Rechtstheorie und Privatrecht gewählt. 2008 wurde er emeritiert.
Neben Fragen des Naturrechts beschäftigte sich Ott mit Wertpapier-, Vertrags-, Haftpflicht-, Scheidungs- und ehelichem Güterrecht.
Nach kurzem schweren Verlauf einer Coronainfektion verstarb Ott im März 2022 im Alter von 79 Jahren an deren Folgen.

## Schriften (Auswahl)
- Der Rechtspositivismus. Kritische Würdigung auf der Grundlage eines juristischen Pragmatismus. Berlin 1992, ISBN 3-428-07423-8.
- mit Sandra Hotz: Fälle zum Haftpflichtrecht mit Lösungen. Mit einer Einleitung in die Methode zur Lösung von Haftpflichtrechtsfällen. Zürich 2006, ISBN 3-7255-5205-3.
- Die Vielfalt des Rechtspositivismus. Baden-Baden 2016, ISBN 3-8487-3503-2.
- mit Maria Anna Rea-Frauchiger: The varieties of legal positivism. The Hitler argument and other objections to legal positivism. Zürich 2018, ISBN 3-8487-5146-1.